# Мораес, Генриетта
Генриетта Мораес (англ. Henrietta Moraes, урождённая Одри Венди Эбботт; 22 мая 1931 — 6 января 1999) — британская натурщица и мемуарист. В течение 1950-х и 1960-х годов она была музой и источником вдохновения для многих художников субкультуры Сохо, включая Люсьена Фрейда, Фрэнсиса Бэкона и Мэгги Хэмблинг. Её личная жизнь, включая три брака и многочисленные любовные связи, также была в центре общественного внимания. Она оставила своего первого мужа, Майкла Лоу, и вышла замуж за актёра Нормана Боулера, от которого у неё было двое детей. Позднее Мораес вышла замуж за индийского писателя Дома Мораеса.

## Ранняя биография
Одри Венди Эбботт родилась в Шимле (Индия), где ее отец служил в индийских ВВС. Отец бросил её мать, когда Одри была маленькой, и она воспитывалась жестокой и грубой бабушкой в Англии. Позже Одри Эбботт поступила в секретарский колледж.
В 1950 году, когда ей было 19 лет, Мораес уже работала моделью в нескольких лондонских художественных школах. Обитая в пабе Colony Room Club, в лондонском квартале Сохо она служила музой для ряда ведущих британских художников с начала 1950-х до середины 1960-х годов.
Фрэнсис Бэкон, который особенно восхищался её переменчивым характером, нарисовал её минимум 16 раз с фотографий, специально заказанных им фотографу Джона Дикина. В мае 2002 года «Этюд для портрета Генриетты Мораес» Бэкона был продан Эрнстом Бейелером за 6,7 миллиона долларов, а в феврале 2012 года его же «Портрет Генриетты Мораес» 1963 года был продан за 21,3 миллиона фунтов стерлингов. Люсьен Фрейд, с которым у неё был роман, нарисовал Мораес минимум три раза, включая знаменитый портрет 1953 года под названием «Девушка в одеяле».
В 1950 году она встретила своего первого мужа, кинорежиссера Майкла Лоу, который даровал ей имя Генриетта. Они поселились на чердаке на Дин-стрит. Её вторым мужем был культурист и актёр Норман Боулер. У них было двое детей: Джошуа (род. 1955) и Кэролайн, хотя позже выяснилось, что Джошуа был биологическим сыном Колина Теннанта, 3-го барона Гленконнера. Этот брак был расторгнут в 1956 году. Позднее, в том же году, она познакомилась с 18-летним индийским поэтом Домом Мораесом. Они поженились в 1961 году, но развелись по взаимному согласию уже в середине 1960-х годов.

## 1960-е годы
Мораес была известна своим свободолюбием, ведя преимущественно гедонистический образ жизни. В начале 1960-х годов Мораес начала принимать наркотики в дополнение к своему чрезмерному употреблению алкоголя. Уже после её смерти Тим Хилтон пришёл к выводу, что это было результатом её присутствия на процессе Эйхмана в Иерусалиме в 1961 году вместе со своим мужем-журналистом Домом Мораесом, который был отправлен туда «Times of India». В течение 1960-х Мораес оставила мир искусства, присоединившись к движению хиппи. По слухам, она употребляла все наркотики кроме героина и потеряла дом в Челси, который художник Джон Минтон оставил ей после своей смерти в 1957 году. В 1960-х она была заключена в тюрьму Холлоуэй за неудачную попытку домовой кражи под действием амфетаминового психоза. Интересно, что Бэкон изобразил её со шприцем за несколько лет до того, когда она признала себя наркоманкой.

## 1970-е и 1980-е годы
В середине 1970-х годов Мораес делила жильё в Ганновер-террас в Риджентс-парке (Лондон) с певицей и актрисой Марианной Фейтфулл. Эпизод в их жизни, ставший ключевым в воспоминаниях Фейтфулл «Dreams & Reflections», опубликованных в октябре 2007 года. В конце 1970-х и начале 1980-х годов Мораес работала смотрителем «Roundwood House», недалеко от Маунтрата (Лиишь, Ирландия), который восстанавливался Ирландским георгианским обществом. Множество её друзей навещали её, бывший среди них музыкант Эрик Бёрдон написал там «Darkness Darkness». Наследница Гиннесса Кэролайн Блэквуд тайно оплачивала школьные сборы для двух детей Мораес в течение её самых бурных лет, Генриетте об этом не говорили.

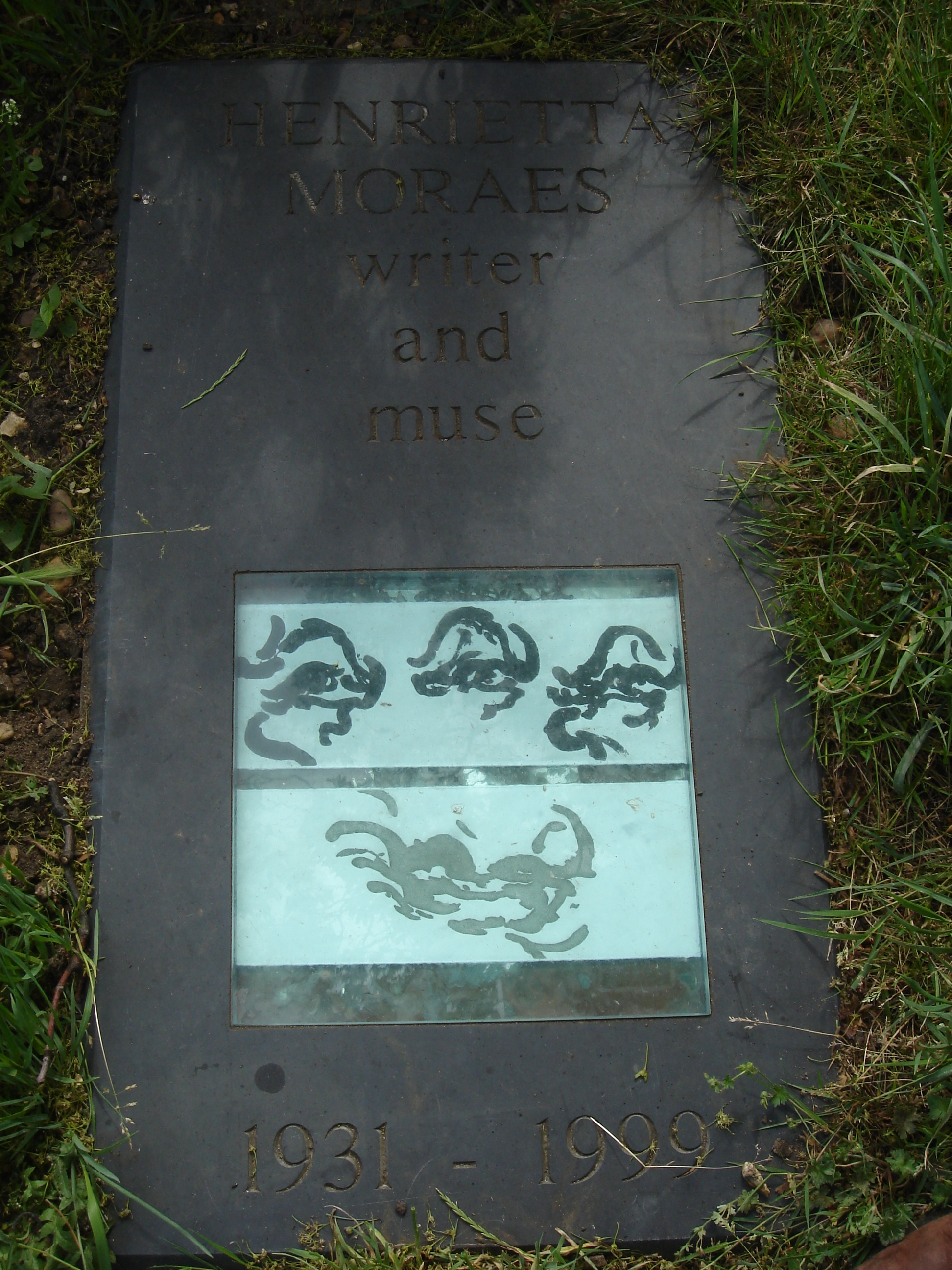
Погребальный памятник, кладбище Бромптон (Лондон)

## Последние годы
Последние годы своей жизни Генриетта Мораес провела в Лондоне. Она начала писать о своей жизни в книге «Генриетта», опубликованной Хэмишем Гамильтоном в 1994 году, и работала над продолжением на момент смерти. Это собрание рассказов и воспоминаний было написано при поддержке ее друга, писателя Фрэнсиса Уиндема. Она также проходила 12-ступенчатую программу, чтобы научиться жить без алкоголя и наркотиков. У неё была диагностирован диабет вскоре после того, как у неё завязался роман с садовником в Западном Лондоне. В последний год своей жизни Мораес состояла в отношениях с художницей Мэгги Хэмблинг, которая выпустила посмертную серию её портретов углём.

## Смерть
Генриетта Мораес умерла в Лондоне в 1999 году в возрасте 67 лет в своей постели, разговаривая по телефону со своим врачом. Она завещала свою длинношёрстную таксу по кличке Макс Мэгги Хэмблинг. Мораес оставила после себя только несколько вещей и большую кучу неоплаченных счетов. 
Мораес была похоронена на Бромптонское кладбище в Лондоне. Её гроб был изготовлен вручную её другом сэром Марком Палмером.